# Louis-Hilaire de Conzié
Louis-François-Marc-Hilaire de Conzié, detto Louis-Hilaire de Conzié (Saint-Martin-du-Mont (Ain), 6 marzo 1736 – Londra, 16 dicembre 1805), è stato un vescovo cattolico francese.

## Biografia

### Famiglia

Lo stemma della famiglia di Conzié.

Proveniva dalla famiglia Conzié, stabilitasi a Bresse, figlio di François-Mamert de Conzié, barone de Pommier (o Pomier), e d'Isabelle-Françoise-Madeleine Damas d'Anlezy. Era il fratello maggiore di François de Conzié.

### Formazione
Proveniente dal ramo di Conzié-Poncin, entrò giovanissimo nello stato ecclesiastico. Era stato formato sotto la direzione dell'abate Léger dalla rinomata scuola della comunità dei sacerdoti di Saint-André-des-Arts, a Parigi.
Fu tonsurato il 22 settembre 1748, poi elevato al sub-diaconato nel 1757. Fu ordinato diacono nel 1758 e canonico di Senlis lo stesso anno, poi ordinato sacerdote cattolico nel 1759.

### Carriera episcopale: da Saint-Omer ad Arras
Nel 1759, divenne vicario generale di Senlis per Armand de Roquelaure, vescovo di Senlis.
Nominato vescovo di Saint-Omer il 14 aprile 1766 e consacrato l'11 maggio dello stesso anno, occupò per breve tempo questa sede. Il suo gran vicario era il fratello François, che gli succedette nella sede di Saint-Omer.
Fu nominato alla sede episcopale di Arras, molto più importante, il 21 agosto 1769. Per legge, il vescovo di Arras era il presidente nato del clero negli stati di Artois. Nel 1773, fu anche nominato abate commendatario dell'abbazia di Gard, nella diocesi di Amiens, che nel decennio precedente era stata in possesso del futuro cardinale de Talleyrand-Périgord, ma ci andò solo una volta.
Prelato illuminato, promosse la cultura dello spirito fondando un'accademia giovanile. Ironia della sorte, era stato il benefattore e protettore di Robespierre. Molto legato alla sua famiglia, lo aveva raccomandato all'abate di Saint-Vaast per l'assegnazione di una borsa di studio al collegio Louis-le-Grand di Parigi, che gli fu concessa a Robespierre nel settembre 1769. Inoltre, su sua raccomandazione, le sorelle minori Charlotte ed Henriette furono mandate nel convento di Manarres, a Tournai. Successivamente, il 9 marzo 1782, contribuì anche alla nomina di Robespierre a giudice presso il tribunale vescovile, ma nel 1788 la rottura fra i due era ormai definitiva.
Nel 1774, avvicinato per l'arcidiocesi di Tours, preferì lasciare questa sede al fratello François, che gli era succeduto a Saint-Omer. Dal 29 maggio 1775, fu vescovo di Arras.

### Durante la rivoluzione francese
Eletto deputato del clero dell'Artois agli Stati generali, rifiutò la sua deputazione e fu sostituito dal parroco di Ligny-sur-Canche.
Nel 1790, seguì il conte d'Artois nella sua emigrazione e ne divenne consigliere. Apparteneva in particolare al comitato della contro-rivoluzione, presieduto dal principe, a Torino.
Prelato ambizioso e altezzoso, non nutriva alcuna stima per Luigi XVI. Inoltre, era antipatico al futuro Luigi XVIII e ai due figli del conte d'Artois, che erano sulla linea dello zio. Subito dopo la caduta della monarchia, il 22 ottobre 1792, la Convenzione lo dichiarò accusato.
In seguito, divenne il primo cappellano del principe de Condé, che seguì in Italia, Germania, Russia e Gran Bretagna. Fu agente principale per l'influenza e gli intrighi sull'emigrazione del ministro Pitt, suo amico d'infanzia.
Durante il Concordato del 1801, il vescovo di Arras non si dimise, come richiesto dal papa Pio VII: firmò le rivendicazioni contro questo accordo. Fu l'ultimo vescovo di Arras dell'ancien régime.
Morì in esilio a Londra il 16 dicembre 1805, lasciando un posto importante nella storia diplomatica della contro-rivoluzione.